# Župnija sv. Martin na Pohorju
Župnija sv. Martin na Pohorju je rimskokatoliška teritorialna župnija dekanije Slovenska Bistrica Bistriško-Konjiškega naddekanata, ki je del nadškofije Maribor.
Župnijska cerkev je cerkev sv. Martina v Šmartnem na Pohorju. Podružnični cerkvi pa sta cerkev sv. Areha, Pohorje in cerkev sv. Uršule, Bojtina.

## Sakralni objekti
| #  | Slika                     | Cerkev                              | Naselje            |
| -- | ------------------------- | ----------------------------------- | ------------------ |
| 1. | Klikni za spremembo slike | cerkev sv. Martina župnijska cerkev | Šmartno na Pohorju |
| 2. | Klikni za spremembo slike | cerkev sv. Areha podružnica         | Frajhajm           |
| 3. | Klikni za spremembo slike | cerkev sv. Uršule podružnica        | Bojtina            |